# Gare de Lamure-sur-Azergues
La gare de la Lamure-sur-Azergues est une gare ferroviaire française située sur le territoire de la commune de Lamure-sur-Azergues, dans le département du Rhône en région Auvergne-Rhône-Alpes.

## Situation ferroviaire
Elle est située au point kilométrique (PK) 65,100 de la ligne de Paray-le-Monial à Givors-Canal. Son altitude est de 388 m.

## Service des voyageurs

### Desserte
La gare est desservie par les trains du service TER Auvergne-Rhône-Alpes qui relient Paray-le-Monial aux gares de Lyon-Part-Dieu et de Lyon-Perrache.

## Service des marchandises
Cette gare a été fermée au service du fret le 15 avril 2005.